# Yangchang (köping i Kina, Sichuan)
Yangchang (kinesiska: 杨场镇, 杨场) är en köping i Kina. Den ligger i provinsen Sichuan, i den sydvästra delen av landet, omkring 98 kilometer sydväst om provinshuvudstaden Chengdu. Antalet invånare är 26 596. Befolkningen består av 13 297 kvinnor och 13 299 män. Barn under 15 år utgör 12,0 %, vuxna 15-64 år 74 %, och äldre över 65 år 13,0 %.
Genomsnittlig årsnederbörd är 1 512 millimeter. Den regnigaste månaden är juli, med i genomsnitt 367 mm nederbörd, och den torraste är januari, med 14 mm nederbörd.